# Nyree Dawn Porter
Nyree Dawn Porter (Napier, Nueva Zelanda, 22 de enero de 1936-Londres, Reino Unido, 10 de abril de 2001) fue una actriz neozelandesa afincada en Gran Bretaña.

## Biografía
Comenzó su carrera artística como actriz teatral antes de trasladarse a Reino Unido en 1958. Allí continuó interpretando sobre los escenarios del West End londinense obras como Look Who's Here, Come Blow Your Horn, The Duel, The Dragon Variation, Murder in Mind, Anastasia, etc.
Su carrera cinematográfica fue breve y desigual e incluye los títulos The Cracksman, Two Left Feet, Live Now - Pay Later, Jane Eyre, The Martian Chronicles. Los vengadores, Madame Bovary, Hilary y Jackie, entre muchos otros. Sin embargo, el medio en el que mejor supo desenvolverse fue la televisión, destacando sus papeles en La saga de los Forsyte (1967) - que le valió un Premio BAFTA - y Los Protectores (1972-1974), con el que consiguió el TP de Oro.
Su última aparición fue en la película Hilary y Jackie (1998). Falleció en 2001 a la edad de 65 años.

## Filmografía

### Cine
| Año  | Trabajo                          | Rol            | Notas                                |
| ---- | -------------------------------- | -------------- | ------------------------------------ |
| 1960 | Identity Unknown                 | Pam            |                                      |
| 1960 | Sentenced for Life               | Betty Martin   |                                      |
| 1961 | Part-Time Wife                   | Jenny Briggs   |                                      |
| 1962 | Live Now, Pay Later              | Marjorie Mason | También protagonizada por Ian Hendry |
| 1963 | The Cracksman                    | Muriel         |                                      |
| 1965 | Two Left Feet                    | Eileen         |                                      |
| 1971 | The House That Dripped Blood     | Ann            | Segmento: "Sweets to the Sweet"      |
| 1974 | From Beyond the Grave            | Susan Warren   | Segmento: "The Elemental"            |
| 1976 | Morir... dormir... tal vez sonar | Ana Mari       |                                      |
| 1998 | Hilary and Jackie                | Margot Fonteyn |                                      |

### Televisión
| Año       | Trabajo                             | Rol                          | Notas                                                                 |
| --------- | ----------------------------------- | ---------------------------- | --------------------------------------------------------------------- |
| 1959      | ITV Play of the Week                | Vera Berridge                | "Touch Wood"                                                          |
| 1960      | Deadline Midnight                   | Julie Sykes                  | "1.5"                                                                 |
| 1960      | Man from Interpol                   | Mary                         | "The Soul Peddlers"                                                   |
| 1960      | Danger Man                          | Stewardess                   | "The Island"                                                          |
| 1961      | Los vengadores                      | Liz Wells                    | "Death on the Slipway" (con el protagonista Ian Hendry)               |
| 1961      | Drama 61-67                         | Mary Mills                   | "The Diamond Run"                                                     |
| 1961      | Armchair Theatre                    | Mildred                      | "His Polyvinyl Girl"                                                  |
| 1961      | Edgar Wallace Mysteries             | Mary Greer                   | "Man at the Carlton Tower"                                            |
| 1962      | Reunion Day                         | Judith Rubin                 | Película de televisión                                                |
| 1962      | The Third Man                       | Miss Wyvern                  | "A Question of Libel"                                                 |
| 1963      | Corrigan Blake                      | Francesca                    | "The Scientific Approach"                                             |
| 1963      | No Hiding Place                     | Vicky West                   | "Death of Samantha"                                                   |
| 1963      | Drama 61-67                         | Caroline West                | "Dead Darling"                                                        |
| 1963      | ITV Play of the Week                | Vicky, la Princesa Aziza     | "Vicky and the Sultan"                                                |
| 1964      | Madame Bovary                       | Emma Bovary                  | Miniserie de televisión                                               |
| 1964      | Ghost Squad                         | Yvette                       | "It Won't Be a Stylish Marriage"                                      |
| 1964      | Judith Paris                        | Judith Paris                 | Miniserie de televisión                                               |
| 1964      | The Indian Tales of Rudyard Kipling | Janoo                        | "The Sending of Dana Da"                                              |
| 1964      | The Saint                           | Patsy Butler                 | "The Scorpion"                                                        |
| 1964      | Love Story                          | Tina Morris                  | "Arranged for Strings"                                                |
| 1965      | Public Eye                          | Sheila Reynolds              | "I Went to Borrow a Pencil, and Look What I Found"                    |
| 1965      | Thursday Theatre                    | Agnes Potter                 | "The Kidders"                                                         |
| 1965      | Sherlock Holmes                     | Lady Brackenstall            | "The Abbey Grange"                                                    |
| 1965      | Six Shades of Black                 | Melusine                     | "A Loving Disposition"                                                |
| 1965      | ITV Play of the Week                | Nina                         | "A Couple of Dry Martinis"                                            |
| 1965      | Armchair Mystery Theatre            | Lisa                         | "Wake a Stranger"                                                     |
| 1965      | Blackmail                           | Mrs. Donahoe                 | "The Case of the Phantom Lover"                                       |
| 1966      | The Liars                           | Hermione                     | Series de TV                                                          |
| 1967      | The Forsyte Saga                    | Irene Forsyte                | Rol principal                                                         |
| 1968      | The Gamblers                        | Rita Ironside                | "Mates!"                                                              |
| 1968      | Armchair Theatre                    | Barbara                      | "A Second Look"                                                       |
| 1968      | Never a Cross Word                  | Deirdre Baldock              | Series de TV                                                          |
| 1970      | Hassan                              | Pervaneh                     | Película de televisión                                                |
| 1970      | Jane Eyre                           | Blanche Ingram               | Película de televisión                                                |
| 1972–1974 | The Protectors                      | Contessa Caroline di Contini | Rol principal                                                         |
| 1973      | Armchair 30                         | Stephanie                    | "Ross Evan's Story"                                                   |
| 1974      | Thriller                            | Laura Vallance               | "Ring Once for Death" (título estadounidense: "Death in Small Doses") |
| 1976      | Softly, Softly                      | Jane Rawlings                | "Alarums and Excursions"                                              |
| 1980      | The Martian Chronicles              | Alice Hathaway               | Miniserie de televisión                                               |
| 1980      | For Maddie with Love                | Maddie Laurie                | Rol principal (nuevamente junto a Ian Hendry)                         |
| 1986      | David Copperfield                   | Mrs. Steerforth              | Miniserie de televisión                                               |

## Premios y honores
Porter fue galardonada con un premio BAFTA como mejor actriz y nombrada en 1970 por la reina Isabel II del Reino Unido como Oficial de la Orden del Imperio Británico por sus contribuciones a la televisión.
En 1975 recibió el premio TP de Oro como mejor actriz extranjera por The Protectors.